# Dobraków
Dobraków (prononciation : [dɔˈbrakuf]) est une localité polonaise de la gmina de Pilica, située dans le powiat de Zawiercie en voïvodie de Silésie.